# Erwin Josef Ender

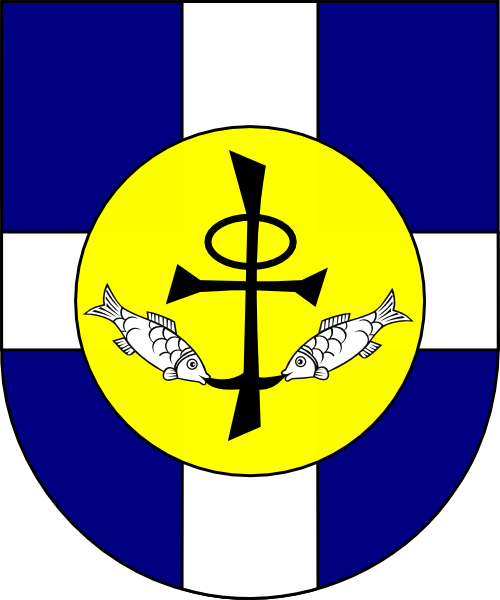
Wappenschild von Erzbischof Erwin Josef Ender

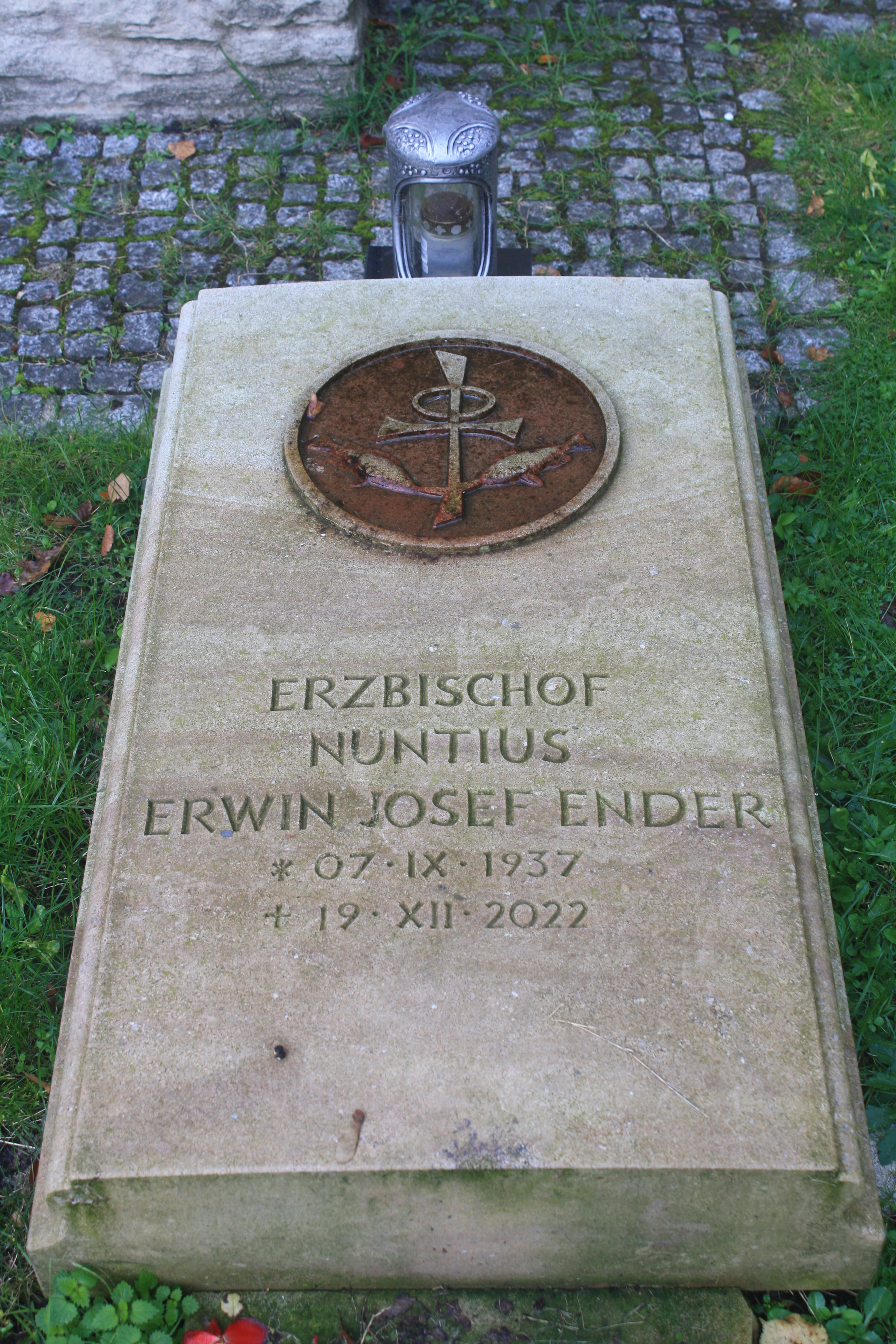
Grab von Erwin Josef Ender auf dem Domherrenfriedhof in Münster

Erwin Josef Ender (* 7. September 1937 in Steingrund, Landkreis Habelschwerdt, Provinz Niederschlesien; † 19. Dezember 2022 in Rom) war ein deutscher römisch-katholischer Geistlicher, Erzbischof und Apostolischer Nuntius des Heiligen Stuhls. Von 1997 bis 2001 war er Apostolischer Administrator von Estland.

## Leben
Erwin Josef Ender verbrachte seine Kindheit in Schlesien. Die Familie Ender war nach dem Zweiten Weltkrieg von der Vertreibung der Deutschen aus Schlesien betroffen und wohnte seit 1945 im münsterländischen Lüdinghausen. Nach dem Abitur studierte Erwin Josef Ender als Priesteramtskandidat des Bistums Münster Philosophie und Katholische Theologie zunächst an der Westfälischen Wilhelms-Universität in Münster und später an der Päpstlichen Universität Gregoriana in Rom, wo er Alumne des Collegium Germanicum war. Am 3. April 1965 empfing er die Diakonen- und am 10. Oktober 1965 in Rom die Priesterweihe. Nach dem anschließenden Promotionsstudium an der Gregoriana wurde er 1970 mit der Arbeit Heilsökonomie und Rechtfertigung. Eine Untersuchung über die Heilsfrage bei John Henry Newman zum Doctor theologiae promoviert. Anschließend trat er in die Dienste des Heiligen Stuhls.
Von 1970 bis 1974 nahm er Verwaltungsaufgaben wahr und wechselte danach in die diplomatische Sektion, wo er bis 1990 die deutschsprachige Abteilung des Staatssekretariates leitete. Papst Paul VI. verlieh ihm am 31. Januar 1976 den Ehrentitel Kaplan Seiner Heiligkeit (Monsignore). Am 2. Dezember 1986 verlieh ihm Papst Johannes Paul II. den Titel Ehrenprälat Seiner Heiligkeit. 15. März 1990 ernannte ihn Johannes Paul II. zum Titularerzbischof (pro hac vice) von Germania in Numidia und spendete ihm am 5. April desselben Jahres die Bischofsweihe; Mitkonsekratoren waren die damaligen Kurienerzbischöfe Giovanni Battista Re und Justin Francis Rigali.
Kurz darauf entsandte er ihn als Apostolischen Delegaten in die Region Rotes Meer und ernannte ihn noch im gleichen Jahr zum Apostolischen Pro-Nuntius im Sudan. 1993 wurde Ender Apostolischer Delegat in Somalia, 1997 Apostolischer Nuntius für die baltischen Staaten Litauen, Lettland und Estland und zugleich Apostolischer Administrator von Estland. 2001 wurde er Apostolischer Nuntius in der Tschechischen Republik und von 2003 bis 2007 war er Apostolischer Nuntius in der Bundesrepublik Deutschland.
Am 15. Oktober 2007 nahm Papst Benedikt XVI. Enders Rücktrittsgesuch vom Amt des Apostolischen Nuntius in Deutschland an und ernannte Jean-Claude Périsset zu seinem Nachfolger. Papst Benedikt XVI. ernannte ihn am 9. Mai 2009 zum Mitglied der Kongregation für die Evangelisierung der Völker.
Am 7. Januar 2023 wurde er auf dem Domherrenfriedhof in Münster beigesetzt.

## Ehrungen und Auszeichnungen
- 1987: Großes Goldenes Ehrenzeichen für Verdienste um die Republik Österreich[7]
- 2007: Großes Verdienstkreuz mit Stern und Schulterband des Verdienstordens der Bundesrepublik Deutschland
- 2007: Ehrenmitgliedschaft der katholischen Studentenverbindung KAV Suevia Berlin im Cartellverband (CV)
- Mitglied der Erzbruderschaft zur Schmerzhaften Muttergottes beim Campo Santo der Deutschen und Flamen